# Lindscheid (Nutscheid)
Der Lindscheid ist ein Teil des Leuscheid. Er liegt zwischen dem Krabach und dem Eipbach und zieht sich vom Eitorfer Talkessel bis zur Wasserscheide auf der Trasse der Bundesstraße 8. Er steigt von etwa 100 m Höhe auf etwa 300 m auf.

Die Landwehren auf einer alten Karte von Jordan van der Weye, 1607

Auf dem Lindscheid liegen die Ortsteile
- Meisenbach
- Schellberg
- Lindscheid
- Hausen
- Büsch, ein Kapellenort
- Irlenborn, ein Kapellenort
- Wassack
- Heckerhof
- Josefshöhe
- Blumenhof
- Scheidsbach

Außerdem gab es hier den untergegangenen Weiler Delborn und im Krabachtal die Kauer Ölmühle.

## Landwehren
Im Mittelalter wurde der Lindscheid von drei Landwehren durchzogen. Diese bestanden teils aus Erdwällen und Mauern, teils aus Buschwerk und Astgeflecht. An den Schlagbäumen der beiden südlichen Landwehren befanden sich kleine Befestigungen für Schildwachen.

## Kalkstraße
Über die Lindscheid führte die Kalkstraße, die von der Frankfurter Straße über Rieferath und die sogenannte „Römerstraße“ der Nutscheid nach Ruppichteroth führte und für den Abtransport der Schönenberger Kalksteinbrüche wichtig war. Die Untertanen von Herchen und Eitorf hatten auf der Kalkstraße einen Frondienst zu leisten, indem sie den Herrenstein über vier bis fünf bzw. drei Stunden Wegstrecke zu seinem Ziel, dem Dominalhof zu Hossenberg transportieren mussten.